# Sender Stiglreith
Der Sender Stiglreith steht in Stiglreith am Abhang des Rangger Köpfls in der österreichischen Gemeinde Oberperfuss, etwa 15 km Luftlinie westlich von Innsbruck. Der Sender wird von privaten Sendeanstalten genutzt und deckt den Bereich von Telfs bis nach Rum ab, teilweise mit RDS. Die interne Bezeichnung des Senders lautet: Inzing 2.

## UKW-SENDER
| Frequenz                     | Radiosender      | RDS      | Senderlogo | PI-Code               | Regionalisierung | Sendeleistung |
| ---------------------------- | ---------------- | -------- | ---------- | --------------------- | ---------------- | ------------- |
| 92,90 MHz (geplant)          | VM1 (Tirol)      | _'VM1___ |            | AC41/ AA41 (regional) | Tirol            | 1 kW          |
| 94,20 MHz                    | Radio U1 Tirol   | U1*TIROL |            | AA54                  | Tirol            | 0,14 kW       |
| 95,10 MHz                    | Welle 1          | 'WELLE_1 |            | AC44                  | Tirol            | 0,1 kW        |
| 97,60 MHz                    | oe24 Radio       | _OE_24__ |            | A3E0/ AAE0 (regional) | Tirol/Vorarlberg | 0,081 kW      |
| 101,00 MHz (derzeit inaktiv) | Antenne Tirol    | ANTENNE_ |            | AA65                  | Tirol            | 0,1 kW        |
| 103,80 MHz                   | 88.6 T-Rock      | *T-ROCK* |            | AA64                  | Tirol            | 0,5 kW        |
| 106,20 MHz                   | Freirad          | FREIRAD_ |            | AA59                  | Tirol            | 0,045 kW      |
| 107,70 MHz                   | Energy Innsbruck | _ENERGY_ |            | AA60                  | Tirol            | 0,071 kW      |

Vom Rangger Köpfl (Inzing 1) werden folgende Programme gesendet:
| Frequenz   | Radiosender      | RDS      | Senderlogo | PI-Code               | Regionalisierung | Sendeleistung |
| ---------- | ---------------- | -------- | ---------- | --------------------- | ---------------- | ------------- |
| 89,10 MHz  | VM1 (Tirol)      | _'VM1___ |            | AC41/ AA41 (regional) | Tirol            | 0,14 kW       |
| 103,40 MHz | Life Radio Tirol | _*LIFE*_ |            | AA40                  | Tirol            | 6,9 kW        |
| 104,30 MHz | MagicHIT         | MagicHIT |            | AA50                  | Tirol            | 0,4 kW        |

## Sendegebiet
Das Sendegebiet reicht von Rum (Tirol) (nicht störungsfrei)/Völs (größtenteils störungsfrei) bis nach Telfs (größtenteils störungsfrei) und nach Seefeld in Tirol (größtenteils störungsfrei). Die Frequenz 103,40 MHz vom Rangger Köpfl versorgt das gesamte Karwendel.